# ايفولف الولايات المتحدة
منظمة ايفولف الولايات المتحدة Evolve USA هي منظمة غير ربحية 501(c)(3)  تدافع عن سلامة الأسلحة. على النقيض من العديد من المجموعات المشاركة في سياسة الأسلحة في الولايات المتحدة، تركز Evolve على الإجراءات الفردية الطوعية لمنع إطلاق النار العرضي. تأسست عام 2013، بعد إطلاق النار في مدرسة ساندي هوك الابتدائية.
عام 2015 أطلقوا حملة إعلانية لفتت انتباه وسائل الإعلام بسبب روح الدعابة التي اشتملت عليها، حيث استخدمت "أخطاء اجتماعية مضحكة لتوضيح خطر الاحتفاظ بالأسلحة في المنزل".